# Ciocănești (Suceava)
Ciocăneşti è un comune della Romania di 1 515 abitanti, ubicato nel distretto di Suceava, nella regione storica della Bucovina. 
Il comune è formato dall'unione di 2 villaggi: Botoș e Ciocănești.